# Chancelade
Chancelade är en kommun i departementet Dordogne i regionen Nouvelle-Aquitaine i sydvästra Frankrike. Kommunen ligger i kantonen Périgueux-Ouest som tillhör arrondissementet Périgueux. År 2022 hade Chancelade 4 442 invånare.

## Befolkningsutveckling
Antalet invånare i kommunen Chancelade
Referens:INSEE